# Пономарёв, Виктор Павлович
Виктор Павлович Пономарёв (3 апреля 1924, Звериноголовское, Уральская область — 4 декабря 1999, Подольск, Московская область) — советский военный. Участник Великой Отечественной войны. Герой Советского Союза (1943). Подполковник. После ухода в запас преподавал в учебных заведениях военное дело, одновременно вёл поисковую и исследовательскую работу по истории Днепровской боевой операции.

## Биография
Виктор Павлович Пономарёв родился 3 апреля 1924 года  в зажиточной крестьянской семье в станице Звериноголовской Звериноголовского сельсовета Звериноголовского района Курганского округа Уральской области РСФСР СССР, ныне село Звериноголовское — административный центр Звериноголовского муниципального округа Курганской области Российской Федерации. Русский.
В 1930 году семья Пономарёвых была раскулачена и по спецпереселению выслана в посёлок Абагур-Лесной Кузнецкого района Западно-Сибирского края (с 2004 года посёлок в черте города Новокузнецка Кемеровской области, административно относится к Центральному району города). Родители Виктора Павловича работали на строительстве Кузнецкого металлургического комбината, и в 1932 году переехали на постоянное место жительства в Сталинск (ныне Новокузнецк). Здесь Виктор Павлович окончил семь классов средней школы № 16 в 1940 году и школу фабрично-заводского обучения № 3 в 1941 году. До призыва на военную службу работал сварщиком в цехе металлоконструкций Кузнецкого металлургического комбината.
В ряды Рабоче-крестьянской Красной Армии В. П. Пономарёв был призван Сталинским районным военкоматом Новосибирской области в августе 1942 года. Окончил курсы телефонистов при Белоцерковском военном пехотном училище, находившемся в эвакуации в Томске. В боях с немецко-фашистскими захватчиками рядовой В. П. Пономарёв с марта 1943 года в должности телефониста роты связи 205-го гвардейского стрелкового полка 70-й гвардейской стрелковой дивизии 13-й армии Центрального фронта. Боевое крещение Виктор Павлович принял в позиционных боях на северном фасе Курской дуги у села Ольховатка Курской области, где полк держал оборону до лета 1943 года. В ходе оборонительной фазы Курской битвы 205-й гвардейский стрелковый полк оборонял позиции у села Самодурово. В самые тяжёлые дни сражения с 5 по 10 июля 1943 года гвардии красноармеец В. П. Пономарёв под непрерывной бомбёжкой по 30-40 раз в день устранял обрывы телефонных кабелей, обеспечивая бесперебойную связь командования полка с подразделениями. Всего им было устранено 135 обрывов, 68 из которых — только за первые три дня боёв. Когда восстановление телефонных линий было невозможным, Виктор Павлович выполнял роль пешего рассыльного. Во время доставки боевого донесения в стрелковый батальон 10 июля 1943 года гвардии красноармеец В. П. Пономарёв наткнулся на группу немцев. В одиночку вступив с ними в бой, огнём из автомата Виктор Павлович уничтожил 12 солдат неприятеля, а остальных обратил в бегство.
15 июля 1943 года войска правого крыла Центрального фронта перешли в наступление в ходе Орловской операции, а 26 августа 1943 года подразделения фронта начали первый этап Битвы за Днепр, проведя Черниговско-Припятскую операцию. Гвардии красноармеец В. П. Пономарёв участвовал в разгроме орловской группировки противника, освобождал города Глухов и Бахмач, форсировал Десну. 20 сентября 1943 года передовые подразделения 205-го гвардейского стрелкового полка 70-й гвардейской стрелковой дивизии 13-й армии вышли к Днепру и сходу форсировали его у села Домантово Чернобыльского района Киевской области. В составе штурмового батальона был и гвардии красноармеец В. П. Пономарёв. На следующий день гвардейцы преодолели узкую полоску суши в междуречье Днепра и Припяти, и форсировав Припять, заняли плацдарм у села Оташев. Под огнём противника Виктор Павлович проложил телефонную линию, обеспечив связь командования полка со штурмовым батальоном. В дальнейшем он участвовал в боях за удержание плацдарма, истребив за три дня до 45 солдат и офицеров противника. Стремясь ликвидировать плацдарм, 23 сентября 1943 года немцы подтянули резервы и потеснили оборонявший его батальон. Гвардии рядовой Пономарёв оказался в окружении, но ему удалось замаскироваться. Шесть дней без еды и воды Виктор Павлович скрывался на территории, занятой противником, пока немцы не были отброшены. Он вернулся в расположение своей части, сохранив личное оружие и оборудование. Указом Президиума Верховного Совета СССР от 16 октября 1943 года за успешное форсирование Днепр севернее Киева, прочное закрепление плацдарма на западном берегу реки Днепр и проявленные при этом отвагу и геройство гвардии красноармейцу Пономарёву Виктору Павловичу было присвоено звание Героя Советского Союза.
В дальнейшем В. П. Пономарёв в составе своего подразделения воевал на 1-м Украинском фронте, участвовал в освобождении Правобережной Украины от немецко-фашистских захватчиков (Киевская наступательная, Киевская оборонительная, Житомирско-Бердичевская, Ровно-Луцкая и Проскуровско-Черновицкая операции). В начале апреля 1944 года Виктора Павловича отозвали с фронта и направили в учебный центр связи в Новой Ладоге. На фронт он уже не вернулся. 
В 1947 году В. П. Пономарёв окончил Новоград-Волынское военно-морское авиационное училище связи. Затем Виктор Павлович служил офицером-связистом Балтийского флота, пройдя путь от младшего лейтенанта до подполковника. Служит также в штабе 28-й дивизии ПВО (Куйбышев).
После увольнения в запас в 1968 году, жил в городе Подольске Подольского района Московской области. До выхода на пенсию работал военруком в школе, одновременно вел большую поисковую и исследовательскую работу по истории Днепровской боевой операции в Центральном архиве Министерства обороны.
Виктор Павлович Пономарёв скончался 4 декабря 1999 года. Похоронен на Аллее Героев кладбища «Красная Горка» города Подольска Городского округа Подольск Московской области (участок 23).

## Награды
- Герой Советского Союза, 16 октября 1943 года[11][12][13]:
  - Орден Ленина;
  - медаль «Золотая Звезда» № 1804;
- Орден Отечественной войны I степени, 6 апреля 1985 года[14];
- Медали, в том числе:
  - Медаль «За боевые заслуги», 16 июля 1943 года[15]

## Память
- Открытка, выпущена издательством «Изобразительное искусство» в 1970 году, тираж 250000 экз. Художник С. Яковлев[16]
- Мемориальная доска, установлена на доме, в котором он жил с 1969 по 1999 год, город Подольск, 1-й микрорайон, Октябрьский проспект, 1
- Упомянут на Памятной плите «Герои Советского Союза», установлена в 2010 году, г. Новокузнецк, бульвар Героев.

## Документы
- Общедоступный электронный банк документов «Подвиг Народа в Великой Отечественной войне 1941—1945 гг.» Дата обращения: 7 октября 2012. Архивировано из оригинала 13 марта 2012 года.

Представление к званию Героя Советского Союза. Дата обращения: 7 октября 2012. Архивировано 13 декабря 2012 года.
Список награждённых за форсирование реки Днепр указом ПВС СССР от 16 октября 1943 года. Дата обращения: 7 октября 2012. Архивировано 13 декабря 2012 года.
Указ Президиума Верховного Совета СССР о присвоении звания Героя Советского Союза. Дата обращения: 7 октября 2012. Архивировано 13 декабря 2012 года.
Медаль «За боевые заслуги» (приказ о награждении). Дата обращения: 7 октября 2012. Архивировано 13 декабря 2012 года.